# بخش کاستر، شهرستان لیون، مینه سوتا
بخش کاستر (به انگلیسی: Custer Township) یک منطقهٔ مسکونی در ایالات متحده آمریکا است که در شهرستان لیون، مینه‌سوتا واقع شده‌است.
 بخش کاستر ۹۳٫۰ کیلومتر مربع مساحت و ۲۲۰ نفر جمعیت دارد و ۴۵۴ متر بالاتر از سطح دریا واقع شده‌است.